# Segunda División 1930-1931 (Spagna)
L'edizione 1930-31 della Segunda División fu il terzo campionato di calcio spagnolo di seconda divisione. Il campionato vide la partecipazione di 10 squadre. La prima ottenne la promozione in Primera División mentre l'ultima retrocesse in Tercera División, campionato che all'epoca rappresentava la terza divisione spagnola.

## Squadre partecipanti
- Atlético Madrid (Madrid)
- Real Betis (Siviglia)
- Castellón (Castellón)
- Deportivo La Coruña (Corogna)
- Iberia (Saragozza)
- Real Murcia (Madrid)
- Real Oviedo (Oviedo)
- Siviglia (Siviglia)
- Sporting Gijón (Gijón)
- Valencia (Valencia)

## Classifica finale
|  | Pos. | Squadra             | Pt | G  | V  | N | P  | GF | GS | DR  |
|  | ---- | ------------------- | -- | -- | -- | - | -- | -- | -- | --- |
|  | 1.   | Valencia            | 26 | 18 | 12 | 2 | 4  | 37 | 25 | +12 |
|  | 2.   | Siviglia            | 23 | 18 | 10 | 3 | 5  | 42 | 26 | +16 |
|  | 3.   | Atlético Madrid     | 23 | 18 | 11 | 1 | 6  | 47 | 31 | +16 |
|  | 4.   | Sporting Gijón      | 18 | 18 | 8  | 2 | 8  | 50 | 31 | +19 |
|  | 5.   | Castellón           | 18 | 18 | 6  | 6 | 6  | 27 | 31 | -4  |
|  | 6.   | Real Betis          | 17 | 18 | 7  | 3 | 8  | 25 | 39 | -14 |
|  | 7.   | Real Murcia         | 14 | 18 | 6  | 2 | 10 | 28 | 45 | -17 |
|  | 8.   | Real Oviedo         | 14 | 18 | 4  | 6 | 8  | 39 | 41 | -2  |
|  | 9.   | Deportivo La Coruña | 14 | 18 | 6  | 2 | 10 | 32 | 43 | -11 |
|  | 10.  | Iberia              | 13 | 18 | 5  | 3 | 10 | 23 | 38 | -15 |

### Verdetti
- Valencia promosso in Primera División spagnola 1931-1932.
- Iberia retrocessa in Tercera División.

## Tabellone risultati
|                 | AMa  | Bet  | Cas  | Dep  | Ibe  | RMu  | ROv  | Siv  | SGi  | Val  |
| --------------- | ---- | ---- | ---- | ---- | ---- | ---- | ---- | ---- | ---- | ---- |
| Atletico Madrid | –––– | 5-1  | 3-0  | 1-0  | 4-1  | 6-1  | 3-2  | 2-0  | 4-1  | 3-0  |
| Betis           | 2-3  | –––– | 1-1  | 4-3  | 2-1  | 3-0  | 3-2  | 0-1  | 2-0  | 0-1  |
| Castellon       | 4-1  | 1-2  | –––– | 2-1  | 4-0  | 1-3  | 1-0  | 3-3  | 1-0  | 1-1  |
| Deportivo       | 5-2  | 2-1  | 1-1  | –––– | 4-0  | 5-4  | 4-4  | 2-1  | 1-0  | 1-2  |
| Iberia SC       | 1-0  | 2-0  | 0-0  | 2-0  | –––– | 1-2  | 2-1  | 0-2  | 3-3  | 5-0  |
| Real Murcia     | 0-3  | 1-2  | 1-2  | 4-0  | 1-1  | –––– | 3-2  | 2-1  | 3-0  | 1-2  |
| Real Oviedo     | 4-1  | 2-2  | 2-2  | 4-1  | 5-3  | 1-1  | –––– | 3-3  | 3-1  | 1-1  |
| Sevilla         | 3-1  | 0-0  | 3-1  | 5-2  | 3-0  | 4-1  | 3-0  | –––– | 4-1  | 5-0  |
| Sporting Gijon  | 2-2  | 8-0  | 7-2  | 3-0  | 5-1  | 9-0  | 2-1  | 6-0  | –––– | 2-1  |
| Valencia        | 4-3  | 6-0  | 2-0  | 3-0  | 2-0  | 2-0  | 5-2  | 2-1  | 3-0  | –––– |

### Record
- Maggior numero di vittorie:  Valencia (12)
- Minor numero di sconfitte:  Valencia (4)
- Migliore attacco:  Sporting Gijón (50 reti segnate)
- Miglior difesa:  Valencia (25 reti subite)
- Miglior differenza reti:  Sporting Gijón (+19)
- Maggior numero di pareggi:  Castellón,  Real Oviedo (6)
- Minor numero di pareggi:  Atlético Madrid (1)
- Maggior numero di sconfitte:  Real Murcia,  Deportivo La Coruña,  Iberia (10)
- Minor numero di vittorie:  Real Oviedo (4)
- Peggior attacco:  Iberia (23 reti segnate)
- Peggior difesa:  Real Murcia (45 reti subite)
- Peggior differenza reti:  Real Murcia (-17)